# Cercul Solf
Cercul Solf a fost o grupă de cetățeni din elita germană cu vederi liberale sau parțial conservatoare, care au făcut parte din rezistența germană față de nazism din anii 1933 - 1945. Ei erau membri ai clubului SeSiSo-Club, o societate care servea ceaiul servit în locuința văduvei lui Wilhelm Heinrich Solf, Johanna (Hanna) Solf. Membrii Cercului Solf opuneau numai o rezistență pasivă și criticau nazismul german, servind numai ca punte de legătură cu alte organizații care dezaprobau nazismul.

## Unii din membrii Cercului Solf
- Hanna Solf
- Lagi von Ballestrem
- Elisabeth von Thadden
- Arthur Zarden
- Maria Gräfin von Maltzan
- Otto Kiep
- Isa Vermehren
- Marie-Louise Sarre
- Elisabeth Ruspoli di Poggio Suasa
- Ernst Ludwig Heuss
- Wilhelm Staehle
- Rudolf Pechel
- Hubert Graf von Ballestrem
- Bernhard Lichtenberg
- Ernst von Harnack
- Albrecht Graf von Bernstorff
- Adam von Trott zu Solz
- Richard Kuenzer
- Kurt von Hammerstein-Equord
- Nikolaus Christoph von Halem
- Herbert Mumm von Schwarzenstein
- Karl Ludwig Freiherr von und zu Guttenberg
- Hilger van Scherpenberg
- Friedrich Erxleben

## Literatură
- Martha Schad: Frauen gegen Hitler. Schicksale im Nationalsozialismus. München 2002, S. 169–200, ISBN 3-453-86138-8. (Kapitel: Widerstand wider Willen – Hanna Solf.)